# Achatius von Armenien

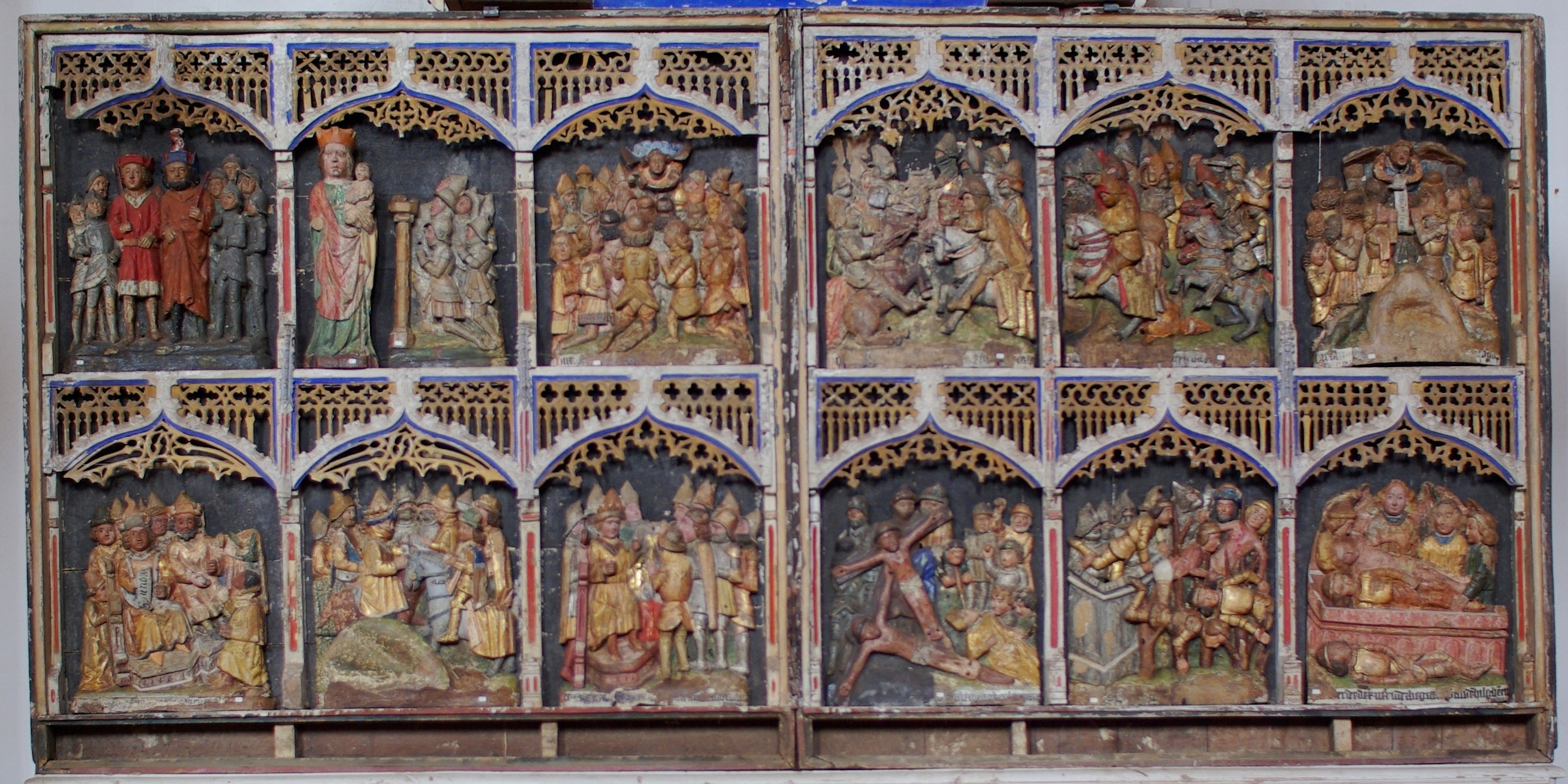
Marienkirche Kyritz, gotischer Schnitzaltar mit Szenen der Achatiuslegende

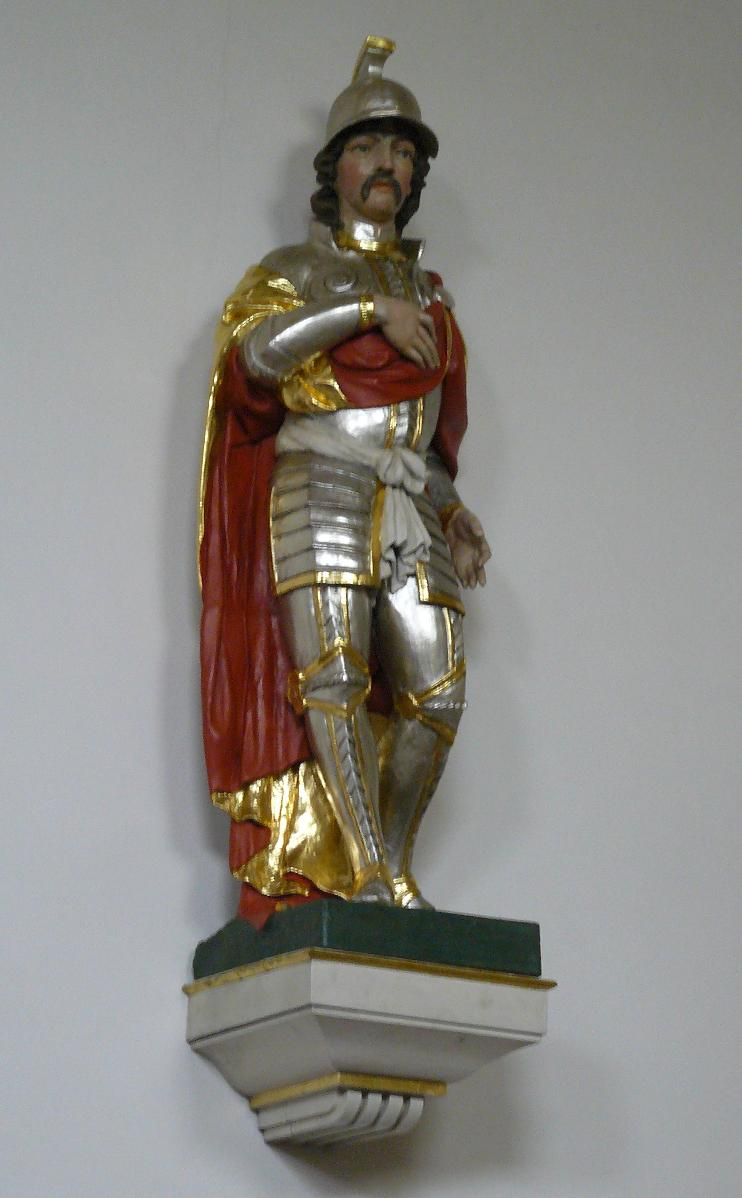
Achatius als Soldat in Rüstung, Barockskulptur, Kirche St. Achatius, Zahlbach (Mainz)

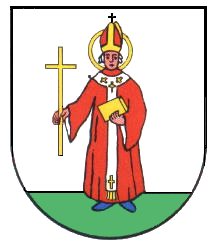
Wappen von Grünsfeldhausen, dort ist eine Achatiuskirche

Achatius († ca. 140 auf dem Ararat; auch genannt: Achaz, Akakios) war ein römischer Offizier und christlicher Märtyrer. Er wird als Heiliger verehrt. Sein Gedenktag ist in der katholischen Kirche der 22. Juni, bei den orthodoxen Kirchen der 31. März.

## Legende
Die historische Sicherung ist angesichts der legendenhaften Quellen schwierig bis unmöglich. Er wird leicht verwechselt mit anderen Märtyrern gleichen Namens, vor allem mit Achatius von Byzanz († 303/304 in Konstantinopel), der nach der Legende ebenfalls als Hauptmann im kaiserlichen Heer gilt und zu den vierzehn Nothelfern gezählt wird. Hebräisch bedeutet sein Name „Gott hält“, griech. „Der Unschuldige“.
Er wird als Primicerius, also als Anführer im römischen Heer bezeichnet. Er wurde mit 9.000 Soldaten nach Armenien entsandt, um dort einen Aufstand niederzuschlagen. Das Kriegsglück war jedoch nicht auf ihrer Seite und so standen sie kurz davor, eine Niederlage zu erleiden. Sieben Engel kamen zu ihnen und versprachen ihnen den Sieg, wenn sie sich zu Christus bekennen würden. So konvertierten sie zum Christentum und errangen den Sieg. Als Kaiser Hadrian hörte, dass das Heer zum Christentum übergetreten war, sandte er ein Barbaren-Heer, um die Abtrünnigen zu bekämpfen. Zunächst konnten die Angreifer Achatius und seinen Gefährten nichts anhaben, was 1.000 Barbaren dazu bewog, ebenfalls zum Christentum zu konvertieren. Schließlich wurden Achatius und die 10.000 Soldaten auf dem Berg Ararat mit Dornenzweigen zerfleischt und danach gekreuzigt.

## Darstellung
Achatius wird wegen seiner Leiden oft mit einem Dornenstrauch oder mit einem Dornenkranz dargestellt, aber auch als Ritter, Herzog oder Edelmann mit Fahne, großem Kreuz und Schwert. Aufgrund weiterer Verwechslungen bzw. Vermischungen von Legenden wird er manchmal auch mit bischöflichen Insignien dargestellt. Er soll vor bösen Krankheiten und der Todesangst bewahren.

## Verehrung
Die Verehrung des Achatius wurde während der Kreuzzüge in Europa verbreitet. Die Legende sollte die Kreuzfahrer in schwierigen Situationen zum Durchhalten motivieren.
Die Pfarrkirchen von Atteln, Grünsfeldhausen, Murau, Ramingstein, Rheinhausen (Breisgau), St. Achaz in München-Mittersendling, Schladming, Kottingbrunn, Zahlbach (Mainz) und Oberulrain sind ihm geweiht. Die Kapelle in Grünsfeldhausen zeigt den achteckigen/oktogonalen Grundriss der Grabeskirche in Jerusalem, der von den Kreuzfahrern aus dem Heiligen Land mitgebracht wurde.

## Gemälde

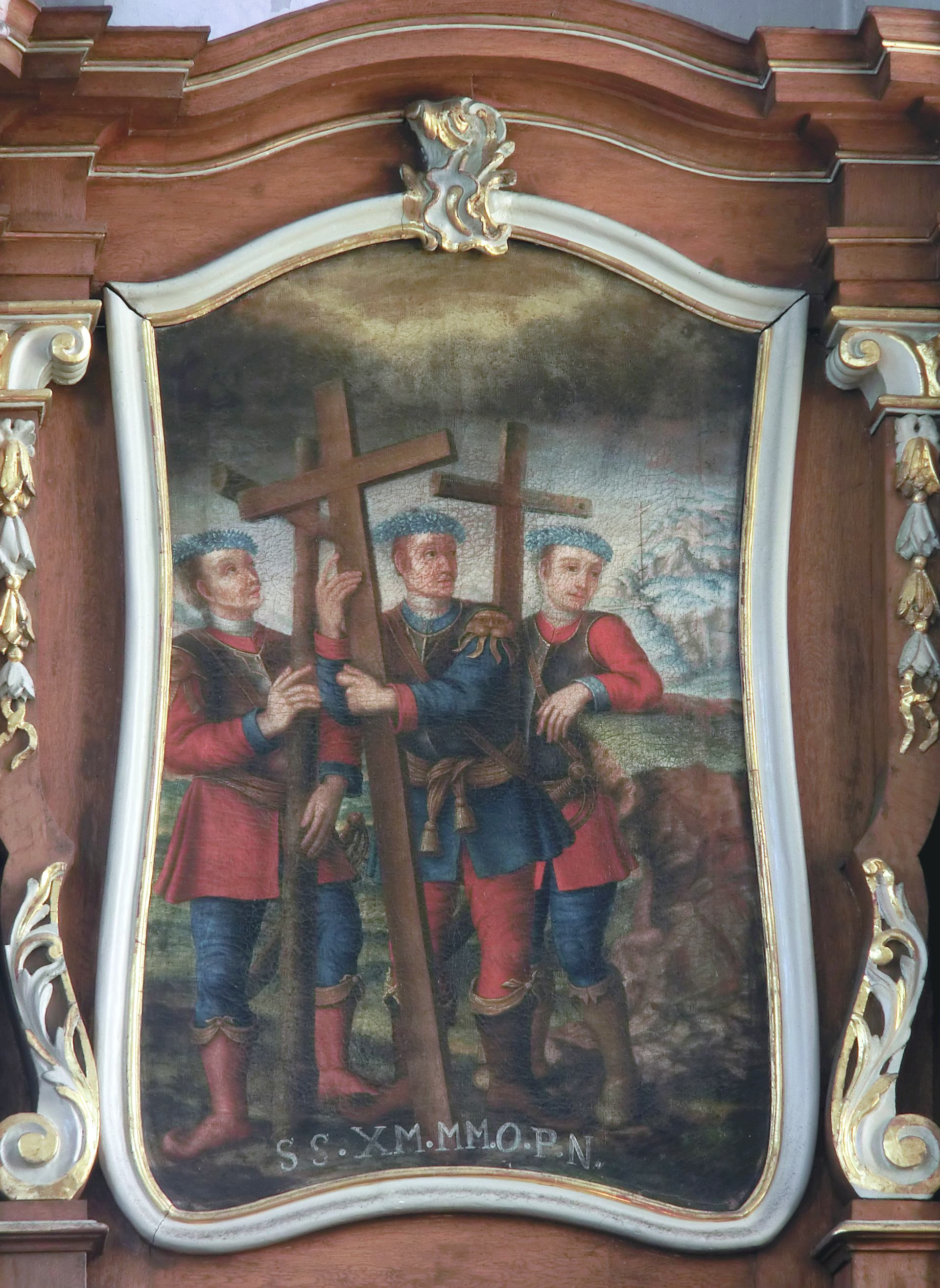
Altarbild 10000 Märtyrer (1763), Jakobusaltar in St. Peter und Paul, Villmar

- um 1419: Meister des Wernigeröder Altars, auf dem Altarbild im Hessischen Landesmuseum, Darmstadt wird die Ermordung des Grafen  Dietrich von Wernigerode durch einen Dolchstich in den Hals dargestellt. Die Szene ist umgeben von Szenen aus dem Leben des heiligen Achatius.
- 1508: Albrecht Dürer: Marter der zehntausend Christen, Ölgemälde auf Leinwand, 99 × 87 cm; Kunsthistorisches Museum, Wien
- 1763: unbek. Künstler: Altarbild '10000 Märtyrer' auf dem Jakobusaltar der Pfarrkirche St. Peter und Paul Villmar, dargestellt sind stellvertretend drei der Märtyrer, in der Mitte Achatius.